# Neospintharus
Neospintharus es un género de arañas de la familia Theridiidae, orden Araneae. Fue descrito por Harriet Exline Lloyd en 1950.

## Especies
- Neospintharus baboquivari (Exline & Levi, 1962)
- Neospintharus baekamensis Seo, 2010
- Neospintharus bicornis (O. Pickard-Cambridge, 1880)
- Neospintharus concisus (Exline & Levi, 1962)
- Neospintharus fur (Bösenberg & Strand, 1906)
- Neospintharus furcatus (O. Pickard-Cambridge, 1894)
- Neospintharus nipponicus (Kumada, 1990)
- Neospintharus obscurus (Keyserling, 1884)
- Neospintharus parvus Exline, 1950
- Neospintharus rioensis (Exline & Levi, 1962)
- Neospintharus syriacus (O. Pickard-Cambridge, 1872)
- Neospintharus triangularis (Taczanowski, 1873)
- Neospintharus trigonum (Hentz, 1850)